# Фoбинг
Фoбинг је друштвени феномен који карактерише злоупотреба гаџета у процесу комуникације са другим људима, и нови  феномен у друштвеној стварности, који се шири због технолошког напретка и јагме за паметним телефонима.

## Значење
Израз фoбинг енг.рhubbing појавио се као комбинација енглеских речи  phone (слика телефона) и " презирног става" snubbing. Реч је укључен је у речник Macquarie Dictionary   2013. Истраживачи посвећују посебну пажњу овом феномену који постаје све популарнији.

## Истраживања
Др Џејмс  Робертс и др Мередит Давид са Универзитета Баилору  у Тексасу спровели  студију у којој су учествовала 453 Американаца.
Прва фаза студије састојала се у састављању типова појединаца који показују зависност од гаџета у процесу комуникације са својим партнером.
- Први тип су људи који током личних састанака стављају телефон тако да у сваком тренутку могу њиме да управљају.
- Други тип су људи који телефон стално држе у руци.
- Људи трећег типа имају обичај да гледају паметни телефон док разговарају са својим партнером. Представници четвртог типа проверавају телефон када дође до паузе током разговора.

У следећој фази студије ова квалификација је понуђена као тест за 145 одраслих испитаника који су изабрали тип који је најпогоднији за идентификацију њиховог партнера. Резултати су показали да:
- више од половине испитаника (46,3%) сматра да је њихов партнер завистан од лажирања.

- око четвртине (22,6%) наводи лупање као један од главних узрока сукоба у њиховој вези.

- више од трећине (36,6%) испитаника је приметило да повремено доживљавају осећај депресије, посебно због чињенице да партнер више воли комуникацију са њима путем гаџета него живу комуникацију са њима.

Фoбинг је такође повезан са врстом проблематичне употребе друштвених медија, као и патолошком употребом интернета. Ово истраживање сугерише да фoбинг може бити механизам суочавања који помаже људима да се изборе са својим негативним емоционалним стањима, па стога фoбинг изазива зависност по природи и штети на основу вишекратне и континуиране употребе.
Фoбинг је такође био присутан и проучаван у односу на особине личности. Утврђено је да савесност и неуротицизам играју значајну улогу у предвиђању понашања код oбинга. Мање је вероватно да ће они са савесним особинама показивати фoбинг понашање, док је већа вероватноћа да ће то чинити појединци са неуротичним особинама. Истраживање сугерише везу између особина личности и фобинга.

## Став психолога
Психолози топло препоручују да се решите ове зависности како бисте избегли депресију и конфликтне ситуације у свом личном животу. То се може учинити само путем механизама самоконтроле који ће осигурати правилну концентрацију, а то је  комуникацију уживо.